# Biserica „Sfânta Treime” din Tîrnova
Biserica „Sf. Treime” este o biserică amplasată în Tîrnova, raionul Edineț, Republica Moldova. Este un monument arhitectural de importanță națională inclus în Registrul monumentelor Republicii Moldova ocrotite de stat cu nr. 1009 (raionul Edineț). Datează de la sf. sec. XVIII.